# Lista över fildelningsprogram
Detta är en lista över så kallade fildelningsprogram som utnyttjar P2P-nätverk.
| Namn                     | Protokoll      | Status                        | Kan köras portabelt |
| ------------------------ | -------------- | ----------------------------- | ------------------- |
| Frostwire                | Gnutella       | Senaste utgåva är från 2008   |                     |
| Limewire                 | Gnutella       | Senaste utgåva är från 2008   |                     |
| Morpheus                 | Gnutella       |                               | Nej                 |
| Shareaza                 | Gnutella       |                               |                     |
| BearShare                | Gnutella       |                               |                     |
| Kazaa                    | FastTrack      |                               |                     |
| Kazaa Lite               | FastTrack      |                               |                     |
| Grokster                 | FastTrack      |                               |                     |
| Ares Galaxy              |                |                               |                     |
| DC++                     | Direct Connect |                               |                     |
| RevConnect               | Direct Connect |                               |                     |
| EDonkey                  | eDonkey2000    |                               |                     |
| eMule                    | eDonkey2000    |                               |                     |
| WinMX                    |                |                               |                     |
| BitTorrent               | BitTorrent     | Senaste utgåva är från 2008   |                     |
| ABC                      | BitTorrent     |                               |                     |
| Azureus                  | BitTorrent     | Senaste utgåva är från 2008   | Nej                 |
| VUZE                     | BitTorrent     | Senaste utgåva är från 2008   | Ja vuzetogo $10     |
| BitAnarch                | BitTorrent     | Senaste utgåva är från 2003   |                     |
| BitComet                 | BitTorrent     |                               |                     |
| BitLord                  | BitTorrent     |                               |                     |
| BitSpirit                | BitTorrent     |                               |                     |
| BitTornado               | BitTorrent     |                               |                     |
| BitTorrent Queue Manager | BitTorrent     |                               |                     |
| Flash! Torrent           | BitTorrent     |                               |                     |
| G3 Torrent               | BitTorrent     | Senaste utgåva är från 2005   |                     |
| MLDonkey                 | BitTorrent     |                               |                     |
| PTC: BitTorrent Client   | BitTorrent     |                               |                     |
| Transmission             | BitTorrent     | Senaste utgåva är från 2008   |                     |
| Turbo Torrent            | BitTorrent     |                               |                     |
| XBT Client               | BitTorrent     |                               |                     |
| μTorrent                 | BitTorrent     |                               | Ja                  |
| Warez                    | BitTorrent     |                               |                     |
| Napster                  |                | Har övergått till betaltjänst |                     |